# Joan Clapera i Mayà
Joan Clapera i Mayà (Olot, 6 de setembre de 1929 – Olot, 17 de gener de 2018) va ser un pintor català, representant del paisatgisme de l'Escola d'Olot. Va evolucionar estilísticament i la seva obra es distingeix en diverses etapes dins d'un estil essencialment expressionista. Durant els anys seixanta la seva pintura era pràcticament cubista per la seva estructura i propera al fauvisme pel seu tractament del color. A partir del 1970 va anar desapareixent la preocupació constructivista i, després d'envoltar la frontera de l'abstracció, va derivar cap al surrealisme.

## Biografia
Nascut el 1929, va entrar als dotze anys com a alumne a l'Escola de Belles Arts d'Olot, però per motius familiars va haver d'abandonar els estudis artístics durant uns anys. El 1953 va reingressar a l'esmentada escola i va ampliar la seva formació en dibuix, pintura, gravat i esmalt sota el mestratge de Martí Casadevall i Mombardó i Pere Gussinyé. El 1952 es va integrar al grup Cràter d'Art. Després de participar en diversos concursos, va fer la seva primera exposició individual el 1961. A partir del 1967 va dur a terme un llarg viatge, d'estudi i treball al mateix temps, que el portaria a recórrer França, Bèlgica, els Països Baixos, Alemanya i la Gran Bretanya.
El paisatge, eix central de la seva temàtica, no era per a ell una simple realitat objectiva, sinó alguna cosa amb vida pròpia que l'artista ha de recrear segons la seva intuïció i sensibilitat. El seu principal motiu foren els volcans, pallers i espantaocells del camp d'Olot.